# 來吉村 (嘉義縣)
來吉村是台灣阿里山鄉的原住民部落，面積428平方公里，實為鄒族特富野（Tfuya）支系之一。該社本為原住民獵者（Denohiu）狩獵轉折棲息點，後因氣候宜人而漸漸成一村社。另外，該村地形特點為阿里山溪切割造成的陡降河床。
來吉村今仍為鄒族村落，因部分地區標高2000公尺以上，仍保持純樸原住民風貌。另外，近年則因境內有其神似鐵達尼號船頭的巨岩而聞名。

## 境內景點
- 鐵達尼岩
- 三龍橋：橫跨三龍溪而故名之，是往來吉必經之路。因受到颱風影響，原橋已被沖毀，如今改成紅色拱橋建成，可媲美關渡大橋，成為縣道149甲線景點。
- 札基谷瀑布
- 仙洞：位於塔山群峰內一處洞穴，內有常年不竭的湧泉滲出。
- 山羊關：是攀登塔山行經之路上一處關卡，狹窄之處僅容得一隻山羊經過，故名之。